# 林存邦
林存邦（1925年10月13日—1949年2月），浙江省玉环县外塘乡前牌村人，中国人民解放军将领。

## 生平

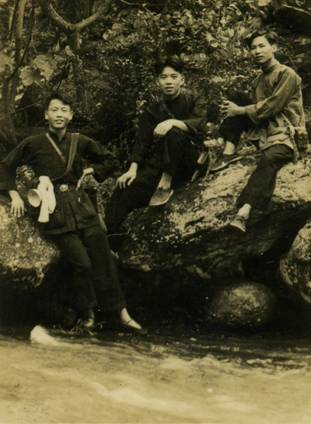
1947年的中共玉环区委成员，左起分别是林存邦、丁世祥、林建勋

早年出生于农民家庭，八岁进入私塾，之后转入楚门东方小学读书（校长王咏樵）。抗日战争时期，参加中共地下党组织的读书会。1942年秋，林存邦考进温岭中学，次年10月，经谢劳介绍，加入中国共产党。1944年下半年，他在温岭中学领导闹学潮，被学校开除。1945年春，林存邦等一行六人，奔赴乐清参加抗日武装，恰逢中共乐清县委领导的虹桥起义，国军进犯乐清抗日游击总队驻地芙蓉镇，由于前方营盘岭战斗已经开始，林存邦等六人和部分后勤人员奉命转移到南充。之后他被派到中队任文化教员，不久因表现积极而被提任为三中队政治指导员。1945年6月，永乐抗日总队派郑梅欣率领三中队、六中队进入乐清湾，在铜盘岛、白沙湾、鸡冠山、瓯江附近的数十个岛屿上活动，开辟了以大青岛、小青岛为中心的海上游击根据地。1945年10月，游击队在瓯江口成功截住一艘大走私船，林存邦率先登船。
1947年3月，在鸡冠山战斗中，中队长金城等五人被俘、两名士兵阵亡，游击队被迫撤离鸡冠山。1947年5月，当地成立中共玉环区委，海山武工队（即原三中队）改为玉环区队，林存邦为区委委员兼区队长。同年10月，林存邦、陈清等人奉命带领区队部分指战员去温岭西部开辟新区。1948年2月，成功突袭清港镇长王旭初及其子王维光家，并缴获镇公所武装枪支。4月，部队夜袭楚门镇大帝庙，由林存邦和仇雪清指挥，很快获胜。9月21日，他和阮禾秀率领三中队在小筠岗岭头伏击国军，歼灭国军玉环县长的警卫队。同年10月17日，他率领部队进攻下风山，歼灭温岭自卫总队警备第一中队，扫清了玉环、温岭交界国军障碍。11月5日，他率部袭击虹桥，歼灭浙保四团二营营部及一个连。同年12月，括苍支队政治处主任郑梅欣率中心县委宣传部的工作人员和第三中队宿营在乐清肚脐山，突遭浙保五团、四团偷袭。林存邦奉郑梅欣命令，率四班强占谷仓山，掩护部队和机关工作人员安全地撤退。
1949年2月，括苍支队各中队作了调整，林存邦被任命为第一中队中队长。3月10日，解放军发动第二轮袭击虹桥镇翁碧如的联防大队，他率部参战。在突击组冲进营房期间，林存邦颈部中弹，当场阵亡，时年24岁。1949年3月，在乐清县东港庵，括苍支队部为血洒虹桥的英烈举行了隆重的追悼大会，悼念在虹桥战斗中牺牲的林存邦等烈士。后遗物安置于玉环市烈士陵园。